# Sønderborg
Sønderborg (in tedesco: Sonderburg) è una città danese nella regione della Danimarca meridionale. È la città più grande e la sede amministrativa del comune di Sønderborg.
La città di Sønderborg è famosa per il Castello di Sønderborg (Sønderborg Slot), che si trova nel centro della città e ospita un museo dedicato alla storia e alla cultura della zona. Il museo è aperto tutto l'anno. Inoltre, a Sønderborg si trova una caserma simile a un castello, costruita dall'esercito tedesco nel 1906. 

## Geografia
Sønderborg è una città danese nell'ex Amt (contea) dello Jutland meridionale. Una parte della città si trova sull'isola di Als, l'altra sulla terraferma (Jutland); le due parti sono collegate da un ponte. Il porto di Cattegat è particolarmente ben riparato.
Due ponti stradali collegano la città attraverso lo stretto: il "Ponte sullo Stretto di Als", lungo 682 metri, costruito nel 1978-1981; e il "Ponte di Re Cristiano X", lungo 331 metri, costruito nel 1925-1930.

## Storia

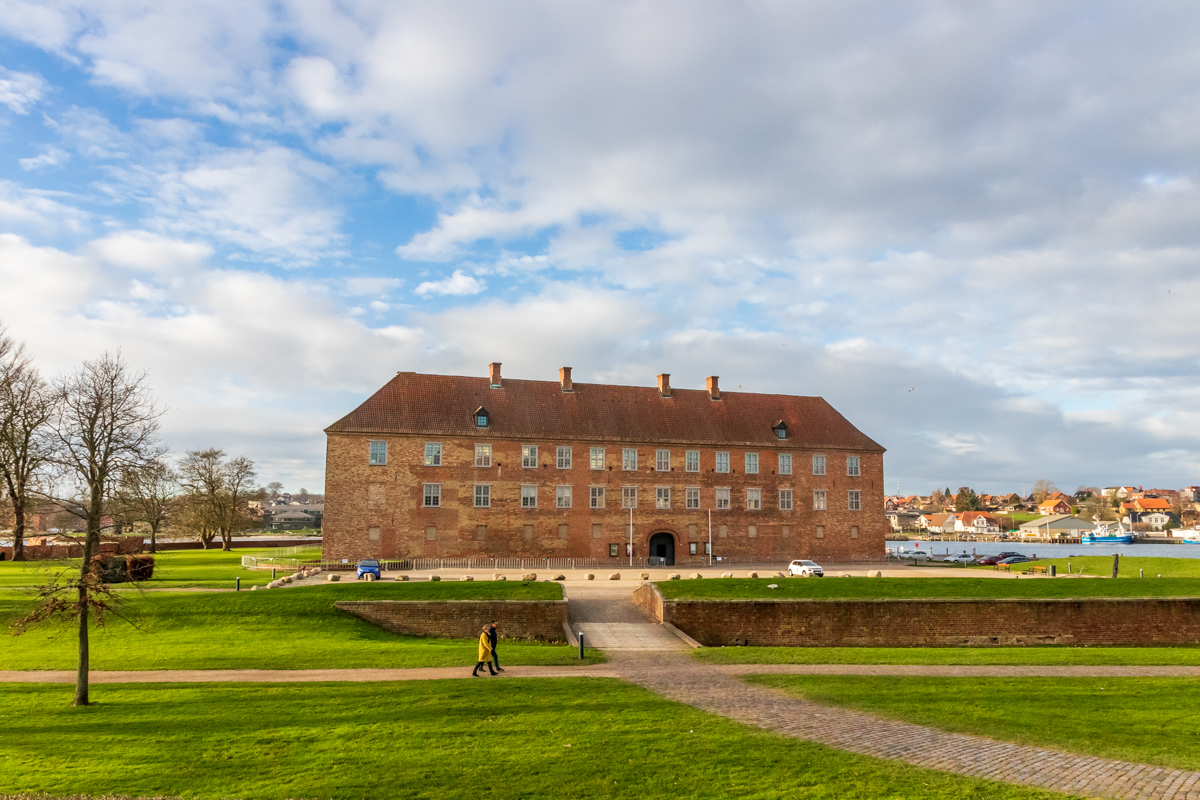
Castello di Sønderborg

La storia iniziale di Sønderborg non è documentata. Tuttavia, le sue origini risalgono a dopo il 1169, forse su iniziativa del re Valdemar I il Grande, che avrebbe previsto un sito fortificato sul posto per prevenire gli attacchi dei Venedi. Si sa che Sønderborg è anche successiva a Nordborg, una città nel nord dell'isola di Als. Sønderborg è menzionata per la prima volta in uno scritto del 15 luglio 1256: una lettera che il duca Valdemar Abelsøn, residente nel castello, scrisse ai monaci di Løgumkloster.
Nelle immediate vicinanze del castello si sviluppò in seguito un insediamento, che prese appunto il nome di Sønderborg. Nel 1353 il duca Valdemar V dello Schleswig, che era stato anche re di Danimarca con il nome di Valdemar III tra il 1326 e il 1330, risiedeva nel castello. Non si sa quando Sønderborg ottenne i privilegi di città, ma è un fatto che nel XV secolo era una città a sé stante con rappresentanti nelle assemblee provinciali.
Tra il 1532 e il 1549 il deposto re Cristiano II fu imprigionato nel castello. La regina Dorotea di Saxe-Lauembourg, consorte di Cristiano III di Danimarca, ricevette il castello e la città come parte della sua dote vedovile. Alla morte di Dorotea, suo figlio Giovanni il Giovane entrò in possesso di Sønderborg e fece della città la capitale del suo ducato. Giovanni aveva la reputazione di essere un duro e riuscì ad accaparrarsi quante più terre possibili in Als e Sundeved. Durante il suo governo, le navi di Sønderborg ricevettero esenzioni dai dazi doganali quando attraversavano l'Øresund e la città ricevette dal duca il privilegio di città commerciale (købstad). Il figlio di Giovanni, Christian Adolf, non riuscì a mantenere la stabilità del piccolo ducato di Sønderborg, andò in bancarotta e le sue terre tornarono alla corona danese nel 1658. Per il resto del secolo e la prima metà del successivo, l'economia della città declinò e si deteriorò ulteriormente con la Grande Guerra del Nord. Dalla metà del XVIII secolo, tuttavia, la città si riprese, diventando un importante centro dell'industria marittima.
A metà del XIX secolo un crescente nazionalismo attraversò la città, creando un cuneo tra l'etnia danese e quella tedesca. Durante la Prima guerra dello Schleswig (1848-1851), che oppose la Danimarca alla Prussia, Sønderborg rimase sempre in mano danese e non fu direttamente coinvolta nel teatro di guerra, anche se il suo castello fu utilizzato come ospedale militare. Nella Seconda guerra dello Schleswig, tuttavia, la città fu attaccata dall'artiglieria prussiana nell'aprile 1864, e il suo centro storico ne fu danneggiato gravemente. Le truppe prussiane occuparono la città e l'intera isola il 29 giugno 1864. Nel 1867, con l'annessione dello Schleswig-Holstein al Regno di Prussia, Sønderborg divenne una città tedesca.
Durante il periodo tedesco, il castello fu occupato come caserma di fanteria; nella città furono istituite una base navale e una scuola di artiglieria navale. In questo periodo fu aperta anche la ferrovia per Tinglev e Padborg, che collegava Sønderborg alla linea ferroviaria principale dello Schleswig. La città crebbe di importanza e vennero costruiti diversi edifici in stile Art Nouveau che abbellirono la città e che ancora oggi costituiscono una parte importante del paesaggio urbano.
Nel 1920, dopo la sconfitta della Germania nella Prima Guerra Mondiale, gli Alleati organizzarono il Plebiscito dello Schleswig. Anche se Sønderborg votò a stragrande maggioranza per rimanere in Germania, tornò in mani danesi poiché la stragrande maggioranza delle località dello Schleswig settentrionale votò in tal senso, con una grande comunità di lingua tedesca che faceva parte della minoranza tedesca dello Schleswig settentrionale.
Durante la Seconda Guerra Mondiale, i tedeschi occuparono la base navale di Sønderborg.
Nel 1946 fu fondata una scuola privata di lingua tedesca. Nel 1969 fu inaugurato l'aeroporto di Sønderborg. L'anno successivo, il comune è cresciuto con l'integrazione dei comuni limitrofi di Ulkebøl e Dybbøl. Nel 1998 è stata istituita l'Università della Danimarca meridionale, con campus in 6 città, tra cui Sønderborg.
Nel 2004, i 7 comuni di Alssund hanno deciso di fondersi nel comune di Sønderborg. La fusione ha effetto dal 1º gennaio 2007, quando il comune acquisisce gli attuali confini.
Nel 2005, nella sala principale del castello di Sønderborg, il primo ministro danese Anders Fogh Rasmussen e il cancelliere tedesco Gerhard Schröder firmano un accordo di cooperazione in occasione del 50º anniversario delle dichiarazioni di Copenaghen e Bonn.

## Economia

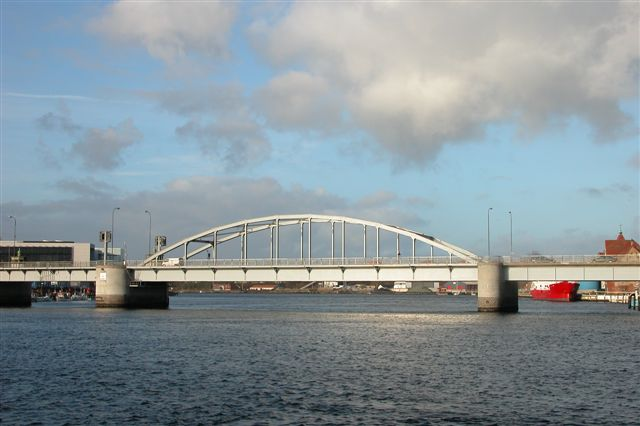
Il "Ponte del Re", creato sotto il regno di Cristiano X

Sønderborg è un polo economico della regione della Danimarca meridionale, con industrie che operano, tra l'altro, nei settori dell'elettronica, della manifattura, della lavorazione degli alimenti, dell'informatica e delle telecomunicazioni, con diverse aziende con sede nella città e nei dintorni.
L'industria high-tech comprende la produzione e lo sviluppo di elettronica, macchine, attrezzature industriali e software. Tra le aziende più importanti del settore high-tech con sede nella regione vi è Danfoss, che impiega circa 1 000 persone a Sønderborg e 40 000 a livello globale. Maersk Container Industries (MCI), parte del gruppo Maersk, produce container refrigerati e macchine frigorifere, con sede a Sønderborg.
Il gruppo di trasformazione alimentare e di confezionamento della carne Danish Crown ha un macello nella città di Blans, fuori Sønderborg. Il macello produce carne di maiale e prodotti a base di carne per il consumo e impiega circa 940 persone. BHJ è un fornitore leader di proteine animali per l'industria alimentare internazionale e per gli alimenti per animali domestici, con sede a Gråsten, fuori Sønderborg, e più di 900 dipendenti in tutto il mondo.
Nel settore delle telecomunicazioni, TDC gestisce un callcenter con circa 370 dipendenti. Nell'agosto 2014, TDC ha pianificato di esternalizzare circa 700 posizioni a tempo pieno alla società americana Sitel, entro il 2015.
Skyways technics, un'azienda che si occupa di assistenza e riparazione di aeromobili, ha sede presso l'aeroporto di Sønderborg e conta 150 dipendenti tra Sønderborg e Billund. Anche Saab ha uffici in città, principalmente dedicati alle vendite e all'ingegneria.

## Amministrazione

### Gemellaggi
Sønderborg è gemellata con la seguente città:
- Pori

Inoltre la città tiene relazioni con le seguenti città:
- Finsterwalde
- Olsztyn

## Galleria d'immagini

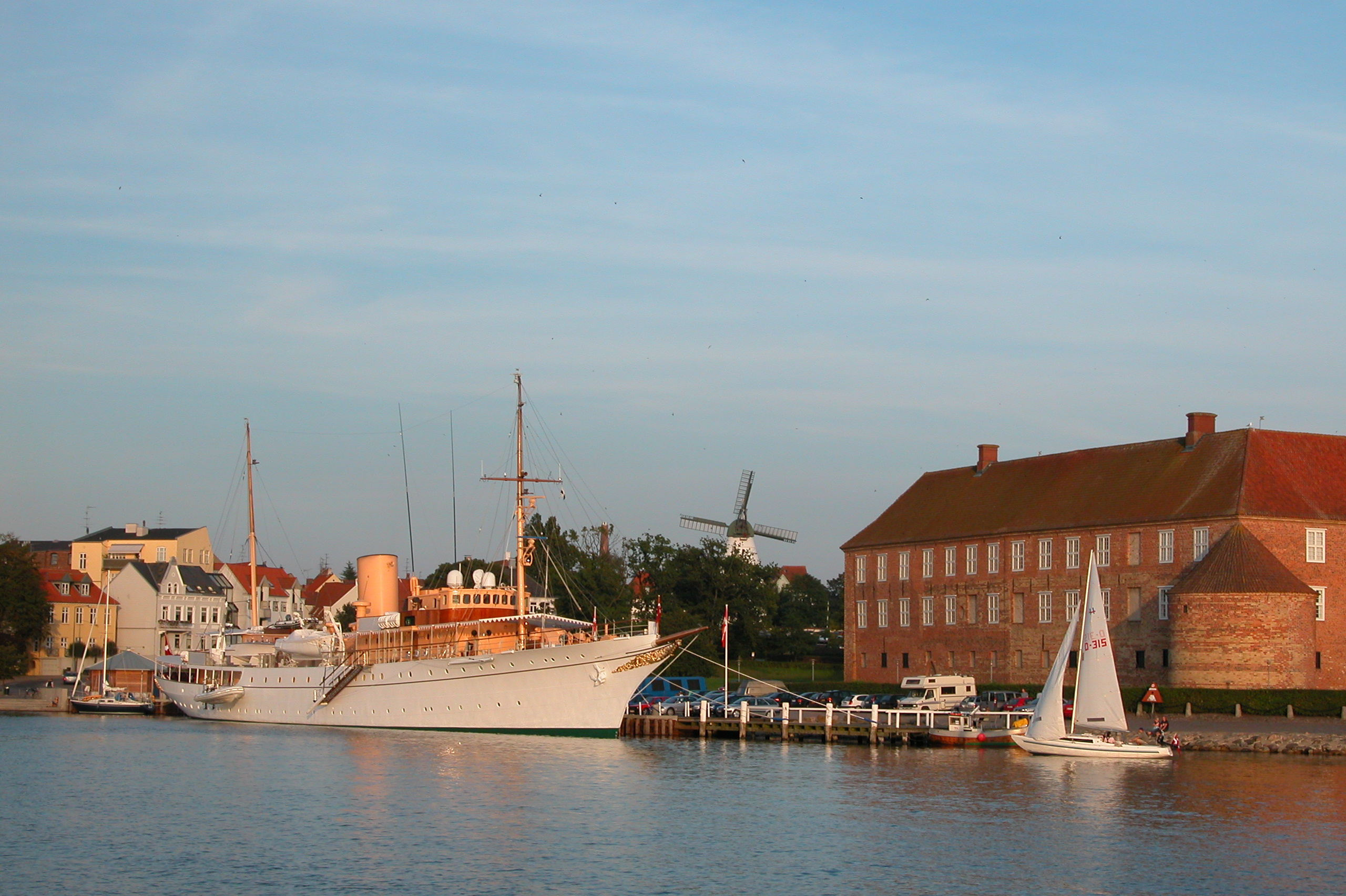
Castello di Sønderborg, affacciato sul porto
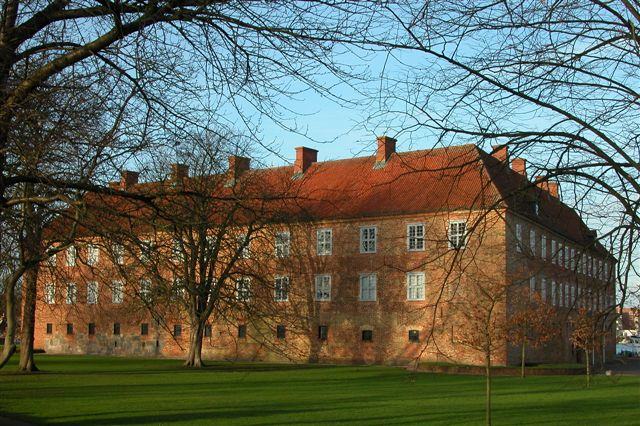
Lato meridionale del Castello de Sønderborg
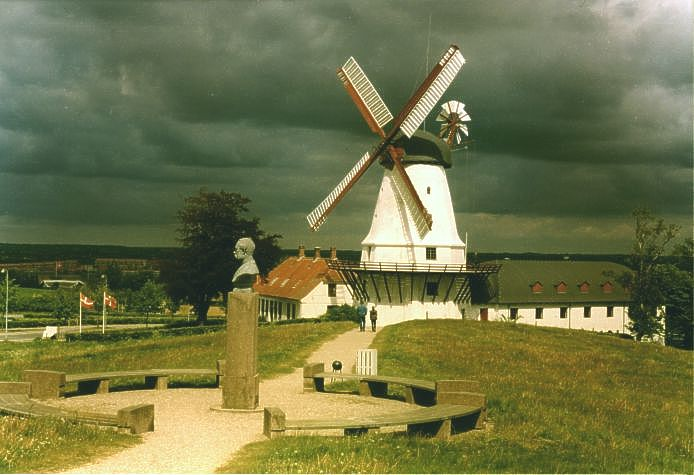
Mulino a vento di Dybbøl
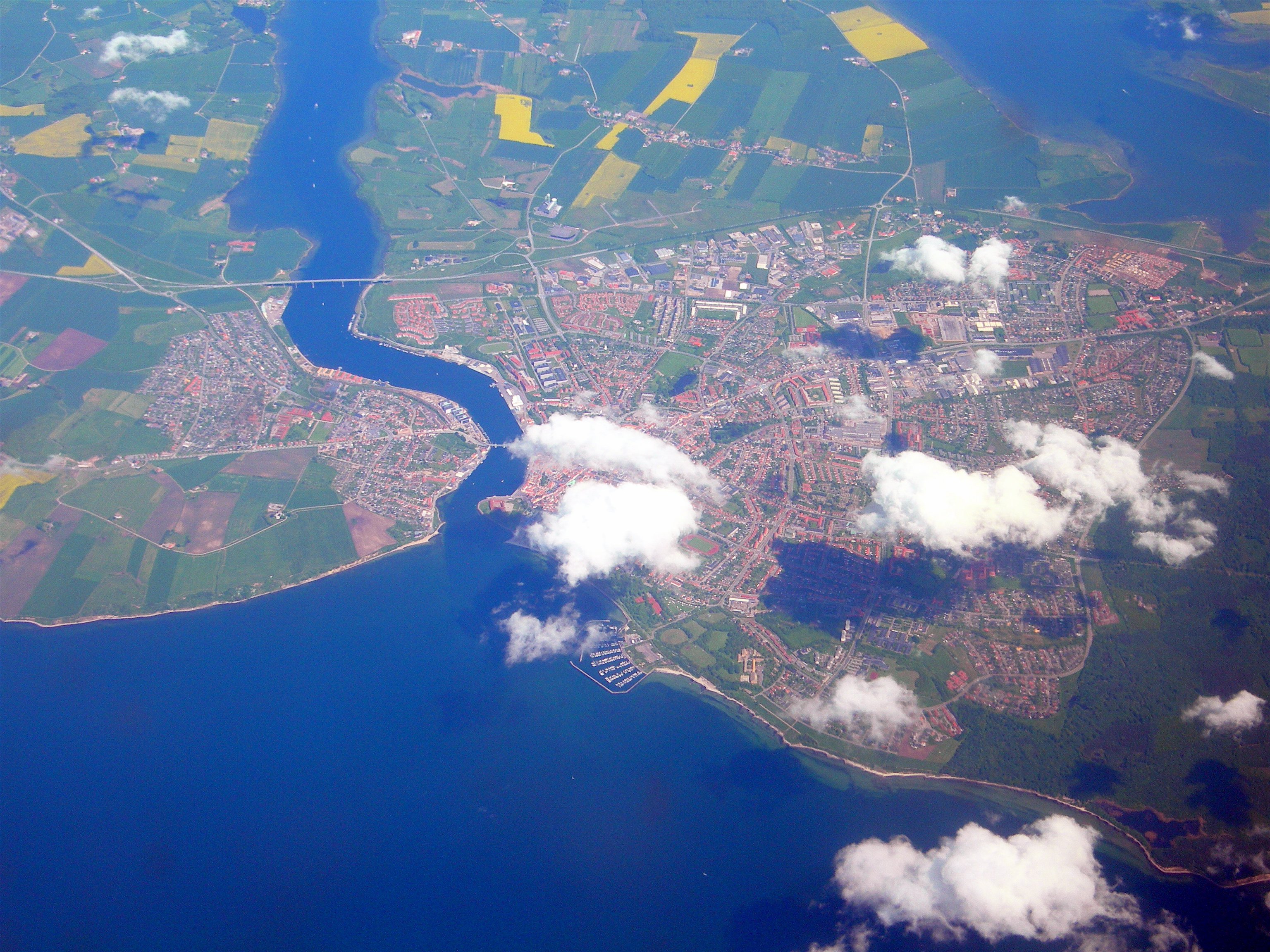
Sønderborg vista dall'alto
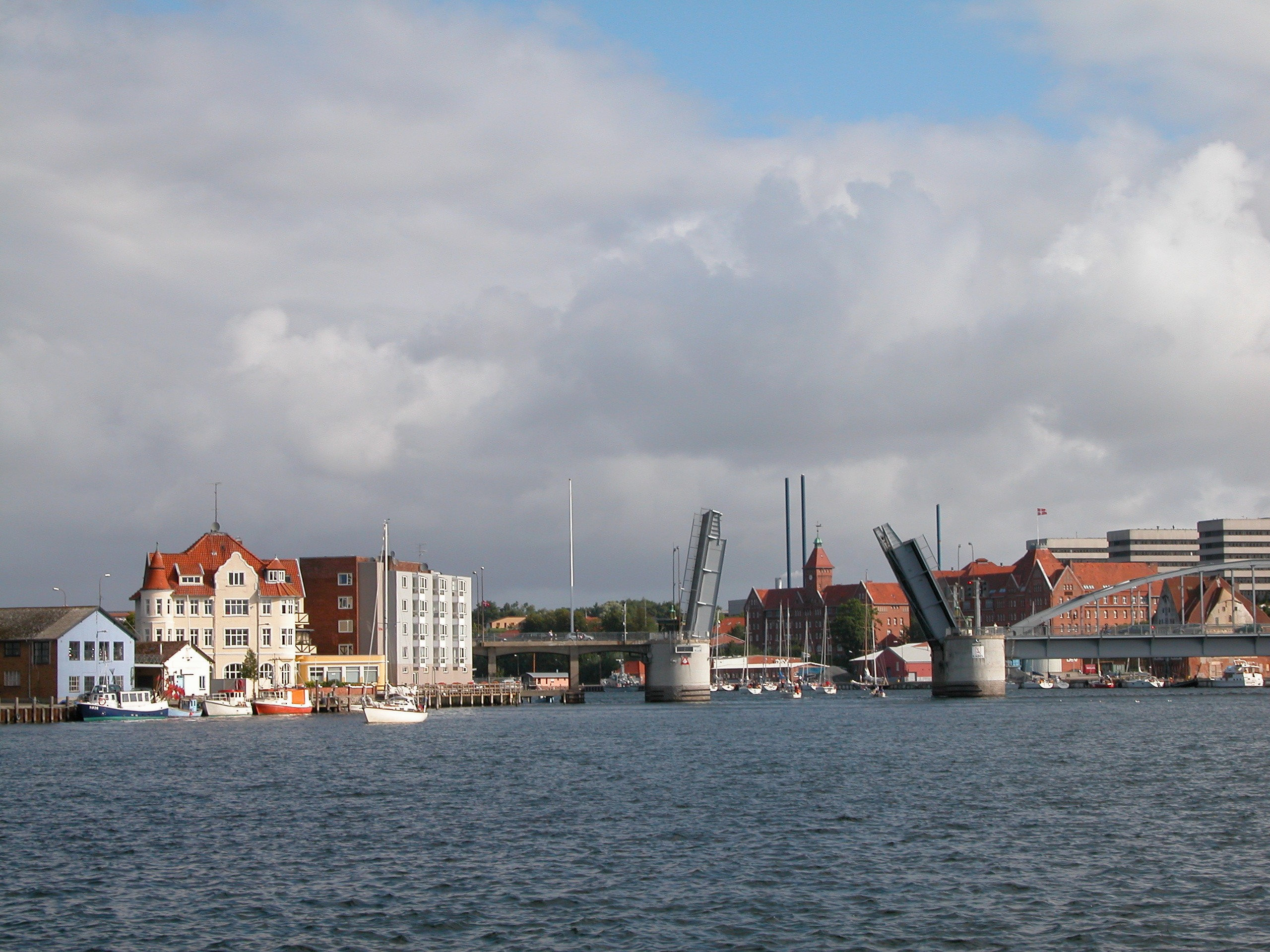
Vista del porto della città